# Petrona Viera
María Petrona Viera Garino (24 tháng 3 năm 1895 - 4 tháng 10 năm 1960), thường được gọi là Petrona Viera, là một họa sĩ người Uruguay được biết đến là nữ họa sĩ chuyên nghiệp đầu tiên ở Uruguay và việc tham gia của cô vào phong trào Planismo.

## Tiểu sử
Petrona Viera được sinh ra ở Montevideo với Carmen Garino và Tổng thống Uruguay Feliciano Viera. Năm hai tuổi, Viera bị viêm màng não, khiến cô bị điếc. Cha mẹ cô đã thuê một giáo viên người Pháp chuyên về giáo dục khiếm thính, Madeleine Larnaudie, người dạy cô cách đọc môi và sử dụng ngôn ngữ ký hiệu.
Vào khoảng năm 20 tuổi, Viera bắt đầu tham gia các buổi học vẽ tranh riêng với nghệ sĩ người Catalan Vicente Puig, nhưng cô đã ngừng làm việc với anh khi anh rời khỏi đất nước vài năm sau đó. Năm 1922, cô bắt đầu học bài học từ Guillermo Laborde, người đã ảnh hưởng đến cô tham gia phong trào Planismo. Cô bắt đầu triển lãm tranh vào năm 1923 và có triển lãm cá nhân đầu tiên vào năm 1926 tại Galería Maveroff. Cái chết của Guillermo Laborde năm 1940 đã ảnh hưởng sâu sắc đến cô, và khiến cô thay đổi hướng công việc. Sau khi ông qua đời, cô làm việc với Guillermo Rodríguez và bắt đầu sản xuất các bản khắc, màu nước và gốm sứ. Cô tiếp tục vẽ, nhưng chủ đề của cô đã thay đổi, và cô bắt đầu vẽ nhiều cảnh quan và thiên nhiên hơn những cảnh trước đây về cuộc sống của trẻ em.

## Phong cách và tác phẩm

"Niñas" (sơn dầu trên vải, không có ngày tháng), Bảo tàng Nghệ thuật Thị giác Quốc gia

Petrona Viera được liên kết với Planismo, một phong trào nghệ thuật của người Uruguay từ đầu thế kỷ 20 được biết đến với những đường nét khắc khổ và màu sắc tươi sáng. Tác phẩm của cô có nhiều đặc điểm tiêu biểu của Planismo, như đường nét rõ ràng, đường viền xác định, cấu trúc phẳng và bảng màu ấm áp với màu chính và màu phụ. Tuy nhiên, tác phẩm của cô khác với các nghệ sĩ Planismo khác ở chỗ cô vẽ các chủ đề về cuộc sống hàng ngày hơn là phong cảnh. Nghệ thuật của cô thường bao gồm các cảnh trong nhà, trẻ em chơi và đọc, người hầu và chị gái của cô. Sau này trong sự nghiệp, cô đã thay đổi phong cách và vẽ nhiều phong cảnh hơn.